# Crosslauf-Afrikameisterschaften 2014
Die 3.  Crosslauf-Afrikameisterschaften wurden am 16. März 2014 in Kampala, der Hauptstadt Ugandas, ausgetragen. Veranstalter war die Confédération Africaine d’Athlétisme.
Insgesamt fanden im Rahmen der Veranstaltung vier Rennen statt, jeweils eines für Männer und Frauen sowie Junioren und Juniorinnen (Altersklasse U20). Die Distanzen betrugen 12 Kilometer für die Männer, 8 Kilometer für die Frauen und Junioren und 6 Kilometer für die Juniorinnen.

## Ergebnisse

### Männer (12 km)

#### Einzelwertung
| Platz | Athlet                | Land | Zeit (min) |
| ----- | --------------------- | ---- | ---------- |
| 1     | Leonard Barsoton      | KEN  | 34:27      |
| 2     | Cornelius Kangogo     | KEN  | 34:57      |
| 3     | Philemon Rono         | KEN  | 35:02      |
| 4     | Solomon Kirwa Yego    | KEN  | 35:15      |
| 5     | Philip Kiprono Langat | KEN  | 35:21      |
| 6     | Moses Kibet           | UGA  | 35:26      |
| 7     | Joseph Kitur Kiplimo  | KEN  | 35:43      |
| 8     | Thomas Ayeko          | UGA  | 35:53      |

Es gingen 63 Athleten an den Start, von denen 57 das Ziel erreichten.

#### Teamwertung
| Platz | Land und Athleten                                                              | Gesamtpunktzahl und Einzelplatzierung |
| ----- | ------------------------------------------------------------------------------ | ------------------------------------- |
| 1     | Kenia Leonard Barsoton Cornelius Kangogo Philemon Rono Solomon Kirwa Yego      | 10 01 02 03 04                        |
| 2     | Uganda Moses Kibet Thomas Ayeko Moses Ndiema Kipsiro Daniel Rotich             | 37 06 08 10 13                        |
| 3     | Äthiopien Atalaye Yersaw Seboka Negusse Gemechu Edeo Kelu Muhajir Haredin Sraj | 52 11 12 14 15                        |

Insgesamt wurden 8 Teams gewertet.

### Frauen (8 km)
| Platz | Athletin             | Land | Zeit (min) |
| ----- | -------------------- | ---- | ---------- |
| 1     | Faith Kipyegon       | KEN  | 25:34      |
| 2     | Janet Kisa           | KEN  | 25:42      |
| 3     | Alice Aprot Nawowuna | KEN  | 25:47      |
| 4     | Edith Chelimo        | KEN  | 26:03      |
| 5     | Tadelech Bekele      | ETH  | 26:11      |
| 6     | Ababel Yeshaneh      | ETH  | 26:15      |
| 7     | Ruti Aga             | ETH  | 26:33      |
| 8     | Beatrice Mutai       | KEN  | 26:46      |

Es gingen 36 Athletinnen an den Start, von denen 34 das Ziel erreichten.

#### Teamwertung
| Platz | Land und Athletinnen                                                            | Gesamtpunktzahl und Einzelplatzierung |
| ----- | ------------------------------------------------------------------------------- | ------------------------------------- |
| 1     | Kenia Faith Kipyegon Janet Kisa Alice Aprot Nawowuna Edith Chelimo              | 10 01 02 03 04                        |
| 2     | Äthiopien Tadelech Bekele Ababel Yeshaneh Ruti Aga Shito Wudessa Osu            | 29 05 06 07 11                        |
| 3     | Uganda Linet Toroitich Chebet Nancy Cheptegei Vanice Chemutai Rebecca Cheptegei | 57 09 15 16 17                        |

Insgesamt wurden 5 Teams gewertet.

### Junioren (8 km)
| Platz | Athlet                | Land | Zeit (min) |
| ----- | --------------------- | ---- | ---------- |
| 1     | Moses Letoyie         | KEN  | 22:37      |
| 2     | Andrew Lorot          | KEN  | 22:51      |
| 3     | Afewerki Berhane      | ERI  | 22:57      |
| 4     | John Langat           | KEN  | 22:59      |
| 5     | Hillary Langat        | KEN  | 23:02      |
| 6     | Emmanuel Kiprono Bett | KEN  | 23:12      |
| 7     | Joshua Cheptegei      | UGA  | 23:19      |
| 8     | Abraham Habte         | ERI  | 23:23      |

Es gingen 39 Athleten an den Start, von denen 37 das Ziel erreichten.

#### Teamwertung
| Platz | Land und Athleten                                                    | Gesamtpunktzahl und Einzelplatzierung |
| ----- | -------------------------------------------------------------------- | ------------------------------------- |
| 1     | Kenia Moses Letoyie Andrew Lorot John Langat Hillary Langat          | 12 01 02 04 05                        |
| 2     | Eritrea Afewerki Berhane Abraham Habte Habtom Welday Berhane Amanuel | 32 03 08 09 12                        |
| 3     | Äthiopien Yasin Haji Teshome Mekonen Mogos Tuemay Hailemariyam Amare | 54 10 11 15 18                        |

Insgesamt wurden 6 Teams gewertet.

### Juniorinnen (6 km)
| Platz | Athletin               | Land | Zeit (min) |
| ----- | ---------------------- | ---- | ---------- |
| 1     | Agnes Jebet Tirop      | KEN  | 18:51      |
| 2     | Alemitu Haroye         | ETH  | 19:05      |
| 3     | Nancy Nzisa            | KEN  | 19:17      |
| 4     | Roseline Chepngetich   | KEN  | 19:40      |
| 5     | Lilian Kasait Rengeruk | KEN  | 19:51      |
| 6     | Alemitu Hawi           | ETH  | 19:56      |
| 7     | Winfred Mbithe         | KEN  | 20:00      |
| 6     | Weini Kelati           | ERI  | 20:04      |

Es gingen 40 Athletinnen an den Start, die alle das Ziel erreichten.

#### Teamwertung
| Platz | Land und Athletinnen                                                            | Gesamtpunktzahl und Einzelplatzierung |
| ----- | ------------------------------------------------------------------------------- | ------------------------------------- |
| 1     | Kenia Agnes Jebet Tirop Nancy Nzisa Roseline Chepngetich Lilian Kasait Rengeruk | 13 01 03 04 05                        |
| 2     | Äthiopien Alemitu Haroye Alemitu Hawi Fotyen Tesfay Shure Demise                | 28 02 06 09 11                        |
| 3     | Uganda Stella Chesang Phanice Chemutai Patricia Chekwemoi Karen Chekwemoi       | 55 10 14 15 16                        |

Insgesamt wurden 6 Teams gewertet.